# Mboko
Mboko (auch Mboxo und Mbuku) ist eine Bantusprache und wird von circa 27.200 Menschen in der Republik Kongo gesprochen. Sie ist im Departement Cuvette um Makoua verbreitet.

## Klassifikation
Mboko bildet mit den Sprachen Akwa, Koyo, Likuba, Likwala und Mbosi die Mbosi-Gruppe. Nach der Einteilung von Malcolm Guthrie gehört Mboko zur Guthrie-Zone C30.
Mboko hat den Dialekt Ngare.